# Reformierte Kirche Unterentfelden

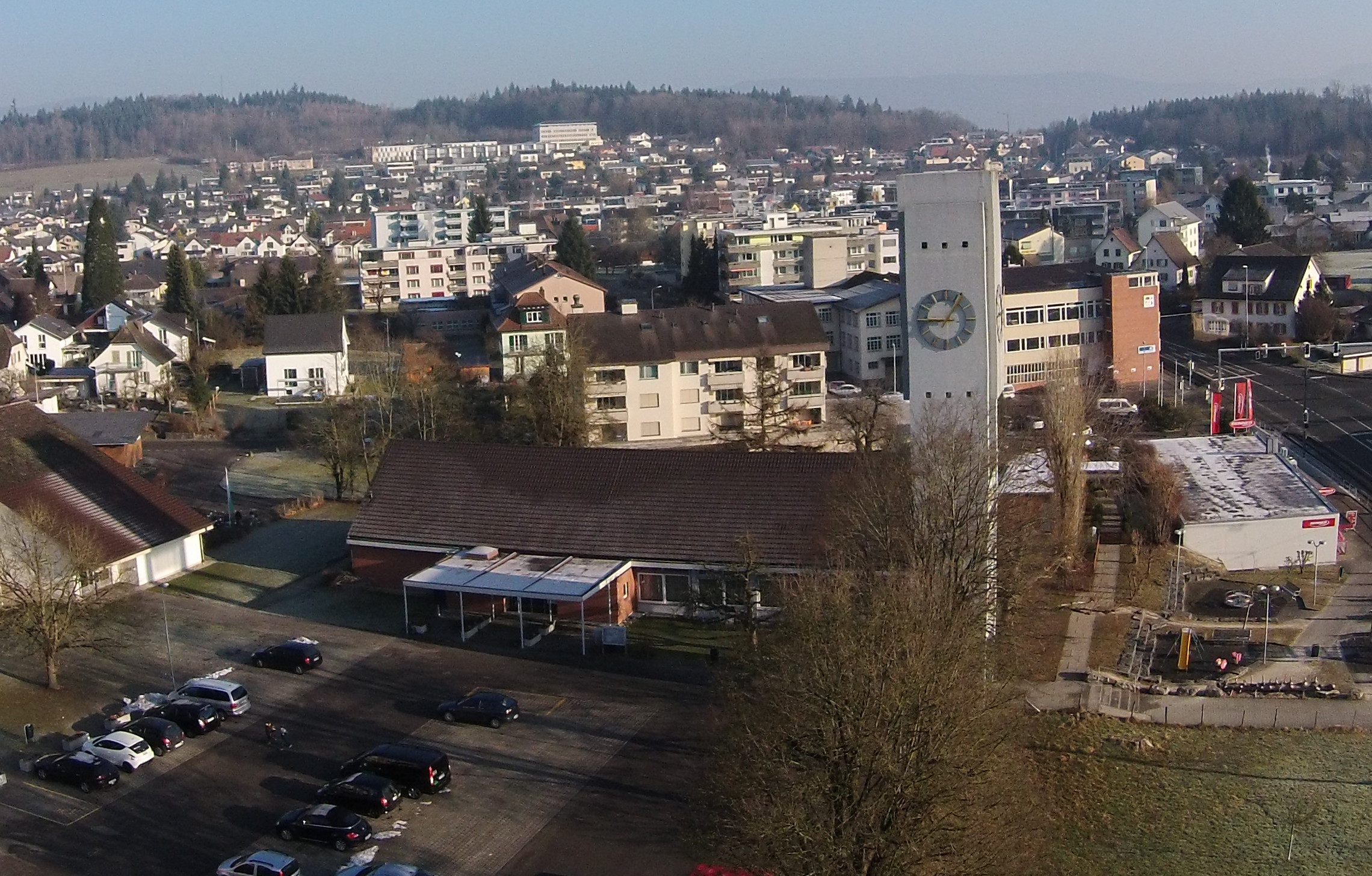
Kirchliches Zentrum Unterentfelden

Die reformierte Kirche Unterentfelden ist das reformierte kirchliche Zentrum in der aargauischen Gemeinde Unterentfelden.

## Geschichte
Unterentfelden gehörte kirchlich über Jahrhunderte zu Suhr und wurde 1959 selbständig. Bereits in der ersten Kirchgemeindeversammlung am 12. April 1959 wurde ein Baukredit in Höhe von 440'000.- Franken gesprochen. Der Spatenstich erfolgte Anfang August und die Grundsteinlegung am 11. Oktober 1959. Bereits im Dezember d. J. wurde Richtfest gefeiert und im Oktober 1960 konnte das kirchliche Zentrum eingeweiht werden, das als Mehrzweckgebäude mit Glockenturm konzipiert wurde. Der Turm wurde erst 1962 fertig, so dass der Glockenaufzug am 22. September 1962 erfolgen konnte. Im Kirchturm sind sechs Glocken zu finden und 1996 wurde der Turm erstmals renoviert. Die Orgel der Firma Kuhn aus dem Jahr 1960 verfügt über zwei Manuale und 11 Register.

## Ausstattung

### Glocken
Im Glockenstuhl hängen sechs Glocken:
- 1. Glocke («Saffa»): Die kleinste Glocke wiegt 130 kg und ist auf den Ton «f» gestimmt. Ursprünglich wurde diese Glocke 1958 für das ökumenische Zentrum der «Schweizerischen Ausstellung für Frauenarbeit» (Saffa) gegossen und stand danach bei der Glockengiesserei Rüetschi in Aarau. Die Kirchgemeinde erhielt die Glocke als Taufglocke vom Gemeinnützigen Frauenverein Aarau geschenkt. Inschrift: «Kommet her zu mir alle, die ihr mühselig und beladen seid, so will ich euch Ruhe geben». (Mt 11,28)

- 2. Glocke («Freude»): Diese Glocke hat ein Gewicht von 300 kg und ist auf den Ton «c» gestimmt. Gestiftet hat sie die Ortsbürgergemeinde Unterentfelden. Inschrift: «Siehe, ich verkündige euch grosse Freude.» (Lk 2,10)

- 3. Glocke («Friede»): Diese Glocke wiegt 420 kg und ist auf den Ton «b» gestimmt. Gestiftet wurde sie von D. Vacchina-Lehmann. Inschrift: «Meinen Frieden gebe ich Euch.» (Joh 14,27)

- 4. Glocke («Glaube»): Die Glocke hat ein Geweicht von 620 kg und ist auf den Ton «as» gestimmt. Inschrift: «Wachet, stehet im Glauben, seid männlich und stark.» (1. Kor 16,13)

- 5. Glocke («Hoffnung»): Diese Glocke wiegt 900 kg und ist auf den Ton «ges» gestimmt. Sie wurde von der reformierten Kirchgemeinde Aarau gestiftete. Inschrift: «Trachtet nach dem, was droben ist, nicht nach dem, was auf Erden ist.» (Kol 3,2)

- 6. Glocke («Liebe»): Die grösste wiegt 1'450 kg Glocke und ist auf den Ton «es» gestimmt. Sie wurde vom Kirchgemeindeverein Unterentfelden gestiftet. Inschrift: «Bleibet in meiner Liebe.» (Joh 15,9)